# 胡景桂
胡景桂（1846—1905），字月舫，号直生，直隸省廣平府永年縣人，清朝政治人物、進士出身。
光緒九年（1883年），参加癸未科殿試，登進士二甲23名。同年五月，改翰林院庶吉士。光緒十二年四月，散館，授翰林院編修。
日后先后担任甘肃学政、山东按察使、湖南按察使。光绪卅年（1904年）十二月被任命为陕西按察使，但在赴任途中于光绪卅一年正月十日（1905年2月13日）在邯郸病逝。
胡景桂之嗣子胡源汇为原国民政府委员、民社党中央常委。知名导演胡金銓则是胡景桂之孙。